# IC 5139
IC 5139 ist eine elliptische Galaxie vom Hubble-Typ E/SB0 im Sternbild Südlicher Fisch am Südsternhimmel. Sie ist schätzungsweise 241 Millionen Lichtjahre von der Milchstraße entfernt.
Das Objekt wurde am 18. August 1897 von Lewis Swift entdeckt.